# Sallya silvicola
Sallya silvicola är en fjärilsart som beskrevs av Schultze 1922. Sallya silvicola ingår i släktet Sallya och familjen praktfjärilar. Inga underarter finns listade i Catalogue of Life.